# Останній джентльмен (оповідання)
«Останній джентльмен» (англ. Final Gentleman) — науково-фантастичне оповідання Кліффорда Сімака, вперше опубліковане журналом «Fantasy & Science Fiction» у січні 1960 року.

## Сюжет
Успішний письменник Холіс Харінгтон несподівано для себе вирішив завершити письменницьку кар'єру. Журналіст газети «Сітуейшен» збирає матеріал для біографічної статті про нього, але всі заявлені письменником подробиці про його аристократичне життя виявляються неправдивими, про що журналіст і повідомляє письменнику. Розлюченому Харінгтону починає відкриватись правда про його справжнє життя.
Інопланетянин, який в даний момент прикидався головним редактором «Сітуейшен», 30 років тому ввів його в оману і використовував його талант для написання художніх творів, рядок одного з яких мав в критичний час допомогти вплинути на сенатора Епрайта, щоб він не відмовився прийняти пост Держсекретаря США.
Інопланетянин використовує суперкомп'ютер в приміщенні редакції для моделювання майбутнього. І послаблення контролю над, начебто вже не потрібним їм, Харінгтоном призводить до усвідомлення ним їхнього багатотисячолітнього керування людством.
Харінгтон перемагає інопланетянина в бійці у редакції та знищує комп'ютер. І одразу сенатор Епрайт та його візаві з Китаю відмовляються від своїх посад.